# Pteroplatus quadriscopulatus
Pteroplatus quadriscopulatus là một loài bọ cánh cứng trong họ Cerambycidae.